# Coeloplana wuennenbergi
Coeloplana wuennenbergi är en kammanetart som beskrevs av Hans W. Fricke 1970. Coeloplana wuennenbergi ingår i släktet Coeloplana och familjen Coeloplanidae. Inga underarter finns listade i Catalogue of Life.